# 1994 GY8
1994 GY8 är en asteroid i huvudbältet som upptäcktes den 11 april 1994 av de båda japanska astronomerna Seiji Ueda och Hiroshi Kaneda i Kushiro.